# قصة النسر

علم ألبانيا مستوحى من قصة النسر.

قصة النسر هي حكاية شعبية ألبانية تحكي عن كيف حصل الألبانيون على اسمهم.

## الحكاية
كان هناك شاب يصيد في الجبال. وكان هناك نسر يطير وقف على قمة صخرة عالية. كان النسر كبيراً ويحمل أفعى في منقاره. بعد فترة طار النسر بعيداً عن الصخرة التي كان عليها عشه. تسلق الشاب إلى أعلى الصخرة حيث رأى في العش فراخ النسر تلعب بالأفعى الميتة، لكن الأفعى لم تكن في الواقع قد ماتت. وفجأة انتفضت وتأهب للانقضاض على فراخ النسر والتهامها، وعندها التقط الشاب قوسه وسهماً ورمى الأفعى في مقتلها. ثم أخذ فراخ النسر وعاد للمنزل. بعد فترة سمع صوت جناحي النسر وصاح النسر "هل اختطفت أطفالي؟"، عندها أجاب الشاب "إنها أطفالي الآن لأني انقذتهم من الأفعى". رد عليه النسر "إذا ما أرجعت لي أطفالي سأعطيك نظراً حاداً مثل نظري وقوة مثل قوة جناحي، سوف تصبح قويا وستسمى على اسمي. وعندها أرجع الشاب الفراخ للنسر، وعندما كبرت الفراخ صارت دائماً تحلق فوق رأس الشاب الذي أصبح رجلاً بالغاً وكان يقتل وحوش الغابة بسهامه وقوسه وذبح العديد من الأعداء بسيفه، وقد كان النسر يراقبه دائماً فوق رأسه.
وقد أعجب الناس بقدرته على الصيد والدفاع عن الأراضي فقاموا باختياره ملكاً عليهم وسموه Shqipëtar والتي تعني ابن النسر، وسميت مملكته "Shqipëria" والتي تعني أرض النسور.